# Tök
Tök é um município da Hungria, situado no condado de Peste. Tem 24,73 km² de área e sua população em 2015 foi estimada em 1.317 habitantes.